# Regne Gai i Lésbic de les Illes del Mar del Coral
El Regne Gai i Lèsbic de les Illes del Mar del Coral va ser una micronació autoproclamada no reconeguda, establerta com una protesta política simbòlica realitzada per un grup d'activistes LGBT del sud-est de Queensland, Austràlia. És una expressió del nacionalisme queer.

## Història
El 14 de juny de 2004 un grup va reclamar el territori de les Illes del Mar del Coral i van declarar la seva secessió d'Austràlia després de navegar fins a l'illa més gran i dipositar allà la bandera de l'arc de Sant Martí. Un dels membres del grup, Dale Parker Anderson (nascut en 1965), va ser declarat emperador, amb el nom de Dale I. La «secessió» va ser realitzada en protesta per la decisió de prohibir els matrimonis homosexuals pel parlament federal australià.
El «regne» no és reconegut per cap estat i no s'ha produït cap assentament humà, per la qual cosa les illes del Mar del Coral romanen deshabitades. El regne afirma haver començat un servei de correus l'1 de gener de 2006. Se suposa que el servei de correus funciona entre les illes del Mar del Coral i Queensland, no obstant això, al juliol de 2006 encara no hi havia una confirmació independent de la seva naturalesa exacta i de la freqüència.
El «regne» va emetre els seus primers segells al juliol de 2006 i pretén seguir una política conservadora «amb la finalitat d'aconseguir una bona reputació entre els filatèlics». La pàgina web del «regne» afirma que el turisme, la pesca i les vendes filatèliques són la seva única activitat econòmica.
L'any 2017, després de la legalització del matrimoni entre persones del mateix sexe a Austràlia, el Regne va anunciar la seva dissolució.